# Schubbige viltkop
De schubbige viltkop (Mallocybe terrigena) is een schimmel behorend tot de familie Inocybaceae. Hij vormt ectomycorrhiza. Hij staat vaak in vochtige gebieden met naaldbomen als sparren en dennen. Kenmerkend voor deze paddenstoel zijn schubjes op de steel. De vruchtlichamen komen voor van augustus tot oktober.

## Kenmerken

### Uiterlijke kenmerken
Hoed
De hoed heeft een diameter van tot 7 cm (-9 cm) Het is dicht vervilt, glad, maar ook schilferig of klonterig. De kleur is oker of leemkleurig. Het oppervlak kleurt bruin met KOH of ammoniak (net als andere soorten uit hetzelfde genus). De hoedrand heeft okerkleurige schubben.
Lamellen
De lamellen zijn geelbruin, later roestbruin en hebben een witte, gewimperde snede.
Steel
De steel heeft een lengte van 40 tot 70 mm lang en 5 tot 12 mm dik. De steel is hol, waarbij de binnenkant ook kenmerkend schaars geschubd is.

### Microscopische kenmerken
De sporen zijn glad, elipsevormig en meten 9-12 × 5,5-7 µm. De cheilocystidia zijn kort en clavaat of vesiculair  en meten 15-30 × 10-16 µm. Er zijn geen pleurocystidia aanwezig (net als alle soorten uit het genus). De basidia hebben overwegend vier sterigmata en meten (35) 38-48 × (7-) 9 tot 10 µm. De hyfen in de hoed is 12 tot 15 µm en in de steel 8 tot 13 µm breed.

## Verspreiding
De schubbige viltkop komt voor in Europa en Noord-Amerika. Hij komt zeer zeldzaam in Nederland voor.